# Actizera lucida
Actizera lucida är en fjärilsart som beskrevs av Henry Trimen 1883. Actizera lucida ingår i släktet Actizera och familjen juvelvingar. Inga underarter finns listade i Catalogue of Life.